# Paryż (Nowa Góra)

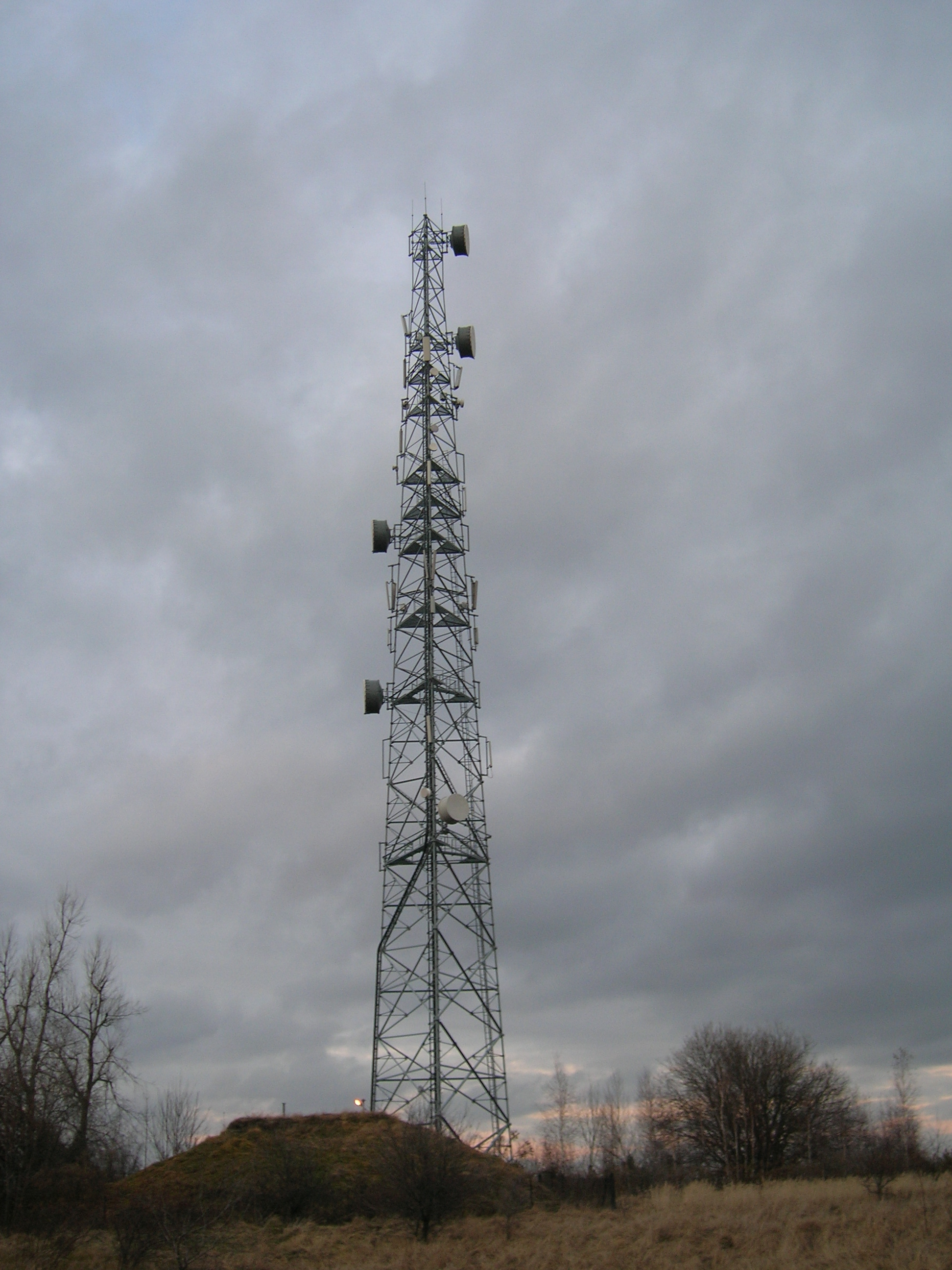
Nadajnik Orange w Paryżu

Paryż – północno-zachodni przysiółek wsi Nowa Góra w Polsce, położony w województwie małopolskim, w powiecie krakowskim, w gminie Krzeszowice.
W latach 1975–1998 przysiółek administracyjnie należał do województwa krakowskiego.

## Historia
Pod koniec XVIII w. pojawiła się pierwsza wzmianka o obecnym przysiółku Paryż, który wówczas nazywany był Augustów bądź Augustowo. Znajdowała się w nim manufaktura Hrabstwa Tenczyńskiego, m.in. piec hutniczy i kopalnie, w których pracowało ok. 30 górników. Wydobywali oni rudę i wytapiali ołów. Nazwa tej osady górniczej pochodziła od imienia Augusta księcia Czartoryskiego, który był wówczas właścicielem dworu Hrabstwa Tenczyńskiego, był on również protektorem nowogórskiego Bractwa św. Aniołów Stróżów. Mieszkały tu m.in. rodziny Fialkowskich, Miroszewskich, Niklasów oraz Michał Olszowski, który był administratorem Filipowic. W I. poł. XIX w. w tutejszych kopalniach ponownie wydobywano galman nastąpił rozwój Paryża. Na początku XXI w. w przysiółku wybudowano wieżę nadajnikową sieci Orange, zwaną przez miejscowych wieżą Eiffla.